# 戴夫·托羅特
戴夫·托羅特（Dave Trott；1951年10月16日—）是美國的一位政治人物。自2015年開始，他是密歇根州第11選舉區選出的美國眾議院議員。他的黨籍是共和黨。他是美國最富有的國會議員之一，財產估計達8.9至31.1億美元。在踏入政界之前，他是一位商人。